# 杨自秀
杨自秀（1903年—1978年8月30日），宇实生，山西夏县堡尔村人，中华人民共和国政治人物。

## 生平
就读于太原省立第二师范。1926年加入中国国民党。1927年，考入山西省立商业专门学校。1929年，加入国民党改组派。九一八事变后，加入山西学生联合会，从事抗日救亡运动。不久，任国民党通讯处委员、宣传部长。1933年，任太原第一实验小学教导主任。1934年7月，调任平绥路大同职工学校校长，后被解职。七·七事变后，参加第二战区民族革命战地动委会，任除奸部侦缉科长。1938年3月，任第四行政公署视察室主任。
1939年，任南区五县办事处主任。1942年3月，任第二战区政治会议少将专任委员。6月，任浮山县第四十八师铁军委员；9月任山西北区战工会经济作战处长，驻孝义。1943年10月，任平遥县动委会主任。次年被解职，留北区统委会工作。
1946年3月，任山西省文献委员会专任委员。1947年奉命加入三青团，任干事。三青团并入国民党后，任国民党山西党部委员。1948年3月，以国大代表身份出席国民代表大会。1948年11月，任天津县县长，秘密参与解放平津事宜。曾任山西省第一、二、三、四届人民代表大会代表，山西省人民政府委员、民政厅副厅长、厅长、民政局顾问，第二、三、四届全国人大代表，政协山西省第一届常委、第二、三届政协副主席，中国人民政治协商会议第五届全国委员会委员、民革第一届山西省委员会副主委、二、三届主任委员、民革第三届中央委员。
1978年8月30日病逝，享年75岁。